# Gottlieb Neumair
Gottlieb Neumair (* 14. November 1939 in München) ist ein ehemaliger deutscher Ringer.

## Werdegang
Gottlieb Neumair wuchs in München-Obermenzing als Sohn eines Metzgereibesitzers auf. Er begann schon in jungen Jahren im benachbarten Stadtteil Neuaubing mit dem Ringen beim ESV Sportfreunde Neuaubing. Schon als Jugendlicher war er sehr erfolgreich. Im Alter von 13 Jahren belegte er bei der deutschen Jugendmeisterschaft, bei der damals alle Jugendlichen im Alter von 12 bis 18 Jahren in einer Klasse starten durften, den 2. Platz im griechisch-römischen Stil in der Gewichtsklasse bis 40 kg Körpergewicht. Ein Jahr darauf gelang ihm derselbe Erfolg im freien Stil. Von 1954 bis 1956 wurde er dann dreimal in Folge deutscher Jugendmeister, abwechselnd in beiden Stilarten und in verschiedenen Gewichtsklassen. 1956 und 1957 wurde er auch deutscher Juniorenmeister im Federgewicht, 1956 im griechisch-römischen Stil und 1957 im freien Stil.
Auch bei den Senioren ließen die Erfolge nicht lange auf sich warten. 1956 wurde Gottlieb Neumair deutscher Vizemeister im Federgewicht im griechisch-römischen Stil hinter seinem Vereinskameraden Suha Karman. Den ersten deutschen Meistertitel sicherte er sich dann 1958 im Leichtgewicht im griechisch-römischen Stil, in dem er in den nächsten Jahren ausschließlich rang. 1962 folgte noch ein weiterer Meistertitel im Leichtgewicht.
Im Jahre 1958 begann die internationale Laufbahn von Gottlieb Neumair bei der Weltmeisterschaft in Budapest. Er startete im Leichtgewicht und erzielte zunächst zwei bemerkenswerte Siege über die starken Ostblockringer Dimitar Stojanow aus Bulgarien u. Ernest Gondzik aus Polen. Ein Unentschieden gegen den routinierten Österreicher Bartl Brötzner und eine Punktniederlage gegen Rıza Doğan aus der Türkei, der in diesem Turnier Weltmeister wurde, verwiesen ihn auf den 6. Platz.
1959 erkrankte Gottlieb Neumair. Er wurde dreimal am Darm operiert und überstand diese Krankheit nach Aussagen der Ärzte nur durch seine durch das Ringen erworbene körperliche Konstitution. Nach seiner Genesung nahm er Ende 1959 wieder das Training auf und siegte in der gesamtdeutschen Ausscheidung für die Olympischen Spiele 1960 in Rom, im Federgewicht ringend, vor Klaus Kropka aus Leipzig und Helmut Schrenker aus Bamberg.
In Rom gelang ihm zunächst ein Sieg über den starken Japaner Masotoshi Takahira. Er traf auf die Spitzenringer Spas Penew aus Bulgarien und Müzahir Sille aus der Türkei, gegen die er jeweils nach Punkten verlor und deswegen ausscheiden musste. Sille wurde dann auch Olympiasieger.
Nach den Olympischen Spielen 1960 in Rom nahm Gottlieb Neumair an einer Länderkampfreise der deutschen Nationalmannschaft in die Sowjetunion teil. Er rang dort dreimal und kam in allen Kämpfen gegen seine sowjetischen Gegner Juri Kolupow, Wertali Schitinow und Weltmeister Awtandil Koridse über die volle Kampfzeit von damals 15 Minuten, konnte aber in diesen Kämpfen  Punktniederlagen nicht verhindern.
1962 nahm Gottlieb Neumair letztmals an einer Weltmeisterschaft teil. In Toledo, USA, kam er im Leichtgewicht mit einem bemerkenswerten Sieg über den Polen Jan Kuczynski auf den 10. Platz.
In den Jahren 1958, 1962 und 1965 errang Gottlieb Neumair mit seinem Verein die deutsche Mannschaftsmeisterschaft. Nach dem letzten Titelgewinn 1965 beendete er das Ringen, weil er nach der Übernahme des elterlichen Geschäftes nicht mehr ausreichend Zeit zum Training fand.

## Internationale Erfolge
(OS = Olympische Spiele, WM = Weltmeisterschaft, GR = griech.-röm. Stil, F = freier Stil, Fe = Federgewicht, damals bis 62 kg Körpergewicht, Le = Leichtgewicht, bis 1961 bis 67 kg, ab 1962 bis 70 kg Körpergewicht, We = Weltergewicht, bis 1961 bis 73 kg, ab 1962 bis 78 kg Körpergewicht)
| Jahr | Platz | Wettbewerb         | Gew.-Kl. | |
| 1958 | 6.    | WM in Budapest     | Leicht   | mit Siegen über Dimitar Stojanow, Bulgarien u. Ernest Gondzik, Polen, einem Unentschieden gegen Bartholomäus Brötzner, Österreich u. einer Niederlage gegen Rıza Doğan, Türkei |
| 1960 | 11.   | OS in Rom          | Feder    | mit einem Sieg über Masatoshi Takahira, Japan u. Niederlagen gegen Spas Penew, Bulgarien u. Müzahir Sille, Türkei                                                              |
| 1962 | 4.    | Turnier in Belgrad | Leicht   | hinter Stevan Horvat, Jugoslawien, Juri Kolupow, UdSSR u. Branislav Martinović, Jugoslawien                                                                                    |
| 1962 | 10.   | WM in Toledo/USA   | Leicht   | mit einem Sieg über Jan Kuczynski, Polen, einem Unentschieden gegen Ibrahim Awariki, Libanon u. einer Niederlage gegen Mahmoud Ibrahim, Ägypten                                |

## Deutsche Meisterschaften
- 1956, 2. Platz, GR, Fe, hinter Suha Karman, ESV Sportfreunde München-Neuaubing u. vor Manfred Spatz, ASV Feudenheim,
- 1958, 1. Platz, GR, Le, vor Otto Schmittner, SV Einigkeit Aschaffenburg-Damm u. Walter Held, KSV Brötzingen,
- 1960, 2. Platz, GR, Le, hinter Franz Schmitt, AC Einigkeit Aschaffenburg-Damm u. vor Werner Stoll, Eiche Sandhofen,
- 1960, 2. Platz, F, Le, hinter Horst Bergmann, AC Lichtenfels u. vor Klaus Rost, KSV Witten,
- 1962, 1. Platz, GR, Le, vor Franz Schmitt u. Edgar Kaufmann, Thaleischweiler,
- 1963, 2. Platz, GR, Le, hinter Klaus Rost u. vor Franz Schmitt,
- 1964, 2. Platz, GR, We, hinter Ernst Knoll, ASV Eppelheim u. vor Otto Schmittner

## Olympiaausscheidung
- 1960, 1. Platz, GR, Fe, vor Klaus Kropka, Leipzig u. Helmut Schrenker, KSV Bamberg